# Montepuez
Montepuez é uma cidade moçambicana da província de Cabo Delgado, sede do município e distrito do mesmo nome.
O município tem uma área de 79 km² e uma população de 55 600 habitantes.

## Infraestrutura

### Transportes
A principal ligação de Montepuez com o território nacional é rodoviária, sendo que a principal via é a rodovia N14, que a liga a Mapupulo e a Balama, ao este, e a Namanhumbir e a Metoro, no leste. Outra ligação importante é feita pela rodovia R698 até a localidade de Namuro, ao sul, e à localidade de Nairoto, no norte.
Em Montepuez também existe o Aeródromo de Montepuez (código IATA: MTU), que recebe voos domésticos esporádicos.

### Educação

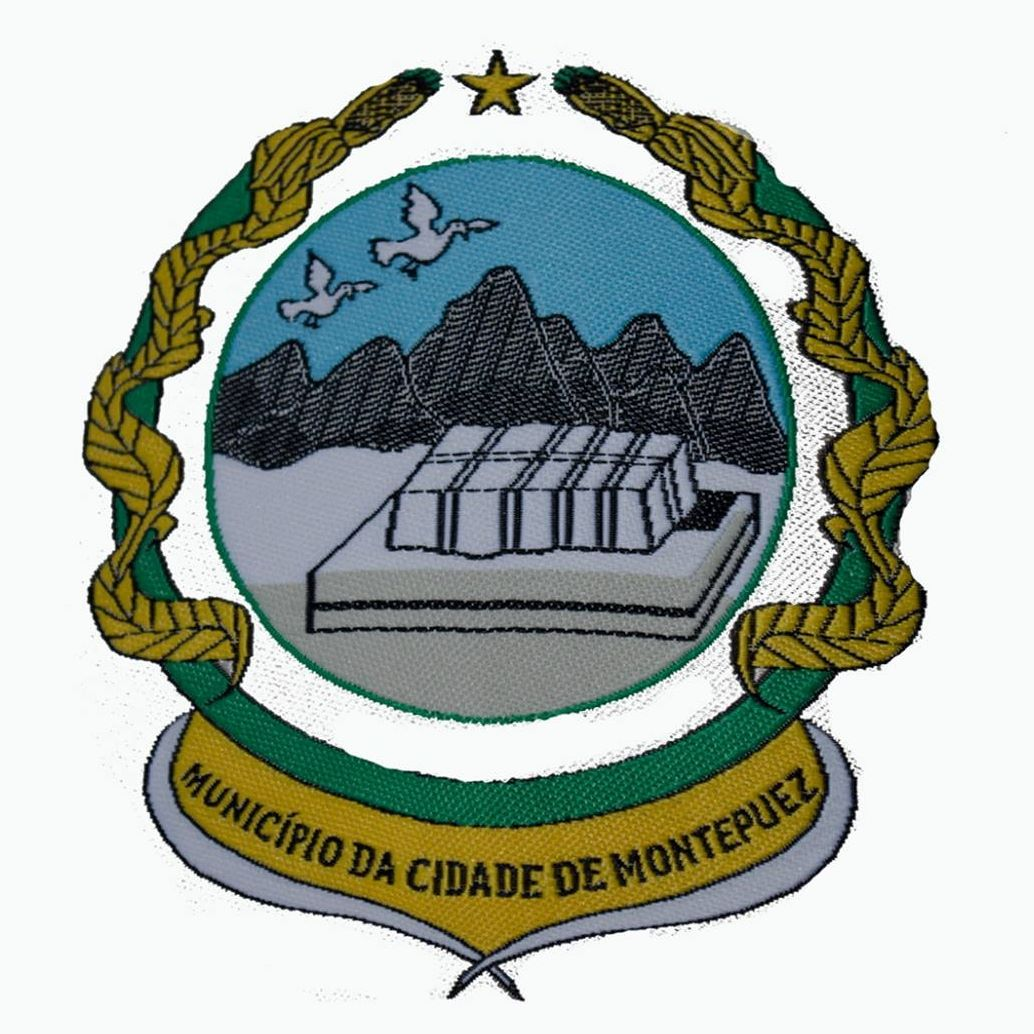
Brasão

Na cidade há um campus da Universidade Rovuma (UniRovuma), uma das instituições de ensino superior públicas do país.